# Georges Deherme
Marie Adolphe Deherme, dit Georges Deherme, né à Paris le 17 avril 1867 et mort à Bruxelles le 25 janvier 1937, est un ouvrier sculpteur sur bois et typographe libertaire français. Initiateur des Universités populaires, il fut le directeur de La Coopération des Idées, revue d'éducation sociale.

## Biographie
Marie Adolphe Deherme est le fils d'Anna Deherme et d'un père non dénommé.
En 1887-1888, il fait partie des fondateurs de L'Autonomie individuelle, la première revue notoire de tendance individualiste libertaire.
Le 15 décembre 1898, il se marie à Paris avec Jeanne Lucie Garnier (1878-1953) dont il divorce le 3 janvier 1903.
En 1902, avec notamment Élisée Reclus, Jehan Rictus, Lucien Descaves, Maurice Donnay, Henri Zisly, Émile Armand, Paraf-Javal, il est parmi les fondateurs de la Société pour la création et le développement d'un milieu libre en France qui appuiera la création d'une communauté libertaire, La Clairière de Vaux (Essômes-sur-Marne, Aisne), « premier milieu libre » français non éphémère dissoute en 1907,.
Le 7 juillet 1906, il se marie à Paris avec Henriette Hélène Gabrielle Morris (1872-1938).
Proche du peintre symboliste Alexandre Séon, il associe l'art à l'activité des Universités populaires ainsi que l'a démontré Jean-David Jumeau-Lafond dans son livre « Les Peintres de l'âme. Le symbolisme idéaliste en France » (Paris, Anvers, Pandora, 1999). Alexandre Séon dessina le décor de la revue de Deherme « La Coopération des idées ».
Il est inhumé au cimetière du Père-Lachaise (17e division).

## Œuvres
- Communisme et Individualisme, L'Autonomie individuelle, n°1, mai 1887, texte intégral.
- Fédération ou Autorité, L'Autonomie individuelle, n°2, juin 1887, texte intégral.
- L’Individualisme, L'Autonomie individuelle, n°3, juillet 1887, texte intégral.
- L’Individualisme (2), L'Autonomie individuelle, n°4, août 1887, [www.la-presse-anarchiste.net/spip.php?article2031 texte intégral].
- Un Pessimiste français : Edmond Thiaudière, La Coopération des Idées, in-8°, 1900
- La coopération des Idées : Une tentative d'éducation et d'organisation populaires, Union pour l'Action morale, 1901, brochure in-18°
- Siècle de lutte contre la traite et l'esclavage, Impr. du gouvernement général, 1907, 377 p.

- Georges Deherme, Rapport sur l’enseignement social en France, Paris, F. Alcan, 1900, 17 p. (BNF 30310954)

- Georges Deherme, L’Afrique occidentale française : action politique, action économique, action sociale, Paris, Bloud, 1908, 529 p. (BNF 34138043)

- Georges Deherme, Auguste Comte et son œuvre : le positivisme, Paris, V. Giard et E. Brière, 1909, 128 p. (BNF 32005731)

- Georges Deherme, La démocratie vivante, Paris, Grasset, 1909, 402 p. (OCLC 405150399, SUDOC 186652631)

- Georges Deherme, La crise sociale, Paris, Bloud, 1910, 375 p. (BNF 34041513)

- Georges Deherme, Croître ou disparaître : la loi de Malthus ; la surpopulation ; le néo-malthusisme ; la dépopulation française ; ses facteurs ; les expédients ; la solution positive, Paris, Perrin et Cie, 1910, 270 p. (BNF 32005737)

- Georges Deherme, Les classes moyennes : étude sur le parasitisme social, Paris, Perrin, 1912, 321 p. (BNF 34144810)

- Georges Deherme, L’Idéologie salutaire : conserver pour améliorer, Paris, impr. de A. Tournon, 1914, 52 p. (BNF 32005743)

- Georges Deherme, Le pouvoir social des femmes, Paris, Perrin et Cie, 1914, 280 p. (BNF 32005748)

- Georges Deherme, Aux civils : le devoir de servir et de militer ; les coalitions des forces vives du pays ; circulaire confidentielle, Paris, impr. de E. Arrault, 1916, 64 p. (BNF 34043089)

- Georges Deherme, La France militante : Pour l’Ordre — condition de toute paix — qui est la base ; Pour le Progrès, la civilisation morale — condition de l’union des peuples — qui est le but, Paris, impr. de A. Tournon, 1916, 4 p. (OCLC 1243926787, SUDOC 098336878)

- Georges Deherme, La culture sociale de la race, Paris, groupe Auguste Comte, 1917, 34 p. (OCLC 492941251, SUDOC 106837281)

- Georges Deherme, La France victorieuse en péril : comment agir, Paris, groupe Auguste Comte, 38 p. (OCLC 492018154, SUDOC 06531333X)

- Georges Deherme, Les forces à régler : l’argent et la richesse, Paris, Grasset, 1919, 267 p. (BNF 32005740)

- Georges Deherme, L’idéologie délétère : les superstitions matérialistes, Paris, 6, boulevard de la Madeleine, 1919, 46 p. (BNF 32005742)

- Georges Deherme, Les forces à régler : le nombre et l'opinion publique, Paris, Grasset, 1919, 258 p. (BNF 34043315)

- Georges Deherme, Penser pour agir : les directions positives : notes, observations, préceptes sur les principales questions politiques sociales et morales de notre temps, Paris, Grasset, 1919, 318 p. (BNF 32005738)

- Georges Deherme, Des directions pour l’action politique et sociale, Paris, Groupe Auguste Comte, 1919?, 8 p. (OCLC 492379451, SUDOC 058500537)

- Georges Deherme, Un prolétaire : Jules Ravate, Moulins, Les cahiers du centre, 1920, 30 p. (BNF 33276085)

- Georges Deherme, Aux jeunes gens : Un maître : Auguste Comte. Une direction : le Positivisme, Paris, impr. E. Arrault et Cie, 1921, 154 p. (BNF 32005734)

- Georges Deherme, Le positivisme dans l'action : Démarche initiale (1915) ; Appel aux civils (1916) ; Pour la réforme intellectuelle et morale (1918-1920), Le Puy-en-Velay, impr. Peyriller, Rouchon et Gamon, 1923, 465 p. (BNF 32005745)

- Georges Deherme, Démocratie et sociocratie : l’immense question de l’ordre, Paris, éditions Prométhée, 1930, 372 p. (BNF 32005744)

- Georges Deherme, Les ravages de la démoploutocratie américaine, Paris, 1931 (BNF 41637887)

- Georges Deherme, La crise insoluble, Paris, 1933, 194 p. (OCLC 492159130, SUDOC 092905277)